# ASVEL Lyon-Villeurbanne 2022-2023
Questa voce raccoglie le informazioni riguardanti l'ASVEL Lyon-Villeurbanne nelle competizioni ufficiali della stagione 2022-2023.

## Stagione
La stagione 2022-2023 dell'ASVEL Lyon-Villeurbanne è la 75ª nel massimo campionato francese di pallacanestro, la Pro A.

## Roster
Aggiornato al 23 agosto 2022.
| LDLC ASVEL 2022-23 | LDLC ASVEL 2022-23 |
| Giocatori          | Staff tecnico      |
| ------------------ | ------------------ |

| N. | Naz.                                         | Ruolo | Nome                      | Anno | Alt.   | Peso   |  |
| -- | -------------------------------------------- | ----- | ------------------------- | ---- | ------ | ------ |  |
| 0  | Stati Uniti (bandiera)                       | G     | Jonah Mathews             | 1998 | 191 cm | 93 kg  |  |
| 1  | Svizzera (bandiera)                          | AP    | Anthony Polite            | 1997 | 198 cm | 97 kg  |  |
| 2  | Francia (bandiera)                           | AG    | Amine Noua                | 1997 | 202 cm | 105 kg |  |
| 3  | Stati Uniti (bandiera) · Bulgaria (bandiera) | P     | Dee Bost                  | 1989 | 189 cm | 80 kg  |  |
| 5  | RD del Congo (bandiera) · Francia (bandiera) | AP    | Charles Kahudi (C)        | 1986 | 199 cm | 100 kg |  |
| 6  | Francia (bandiera)                           | G     | Paul Lacombe              | 1990 | 195 cm | 97 kg  |  |
| 7  | Francia (bandiera)                           | C     | Joffrey Lauvergne         | 1991 | 211 cm | 118 kg |  |
| 8  | Francia (bandiera)                           | P     | Antoine Diot              | 1989 | 193 cm | 86 kg  |  |
| 9  | Stati Uniti (bandiera) · Israele (bandiera)  | C     | Alex Tyus                 | 1988 | 203 cm | 100 kg |  |
| 10 | Francia (bandiera)                           | AG    | Zaccharie Risacher        | 2005 | 204 cm |        |  |
| 12 | Francia (bandiera)                           | PG    | Nando de Colo             | 1987 | 196 cm | 91 kg  |  |
| 19 | Senegal (bandiera) · Francia (bandiera)      | C     | Youssoupha Fall           | 1995 | 223 cm | 125 kg |  |
| 23 | Stati Uniti (bandiera)                       | GA    | David Lighty              | 1988 | 198 cm | 100 kg |  |
| 32 | Belgio (bandiera)                            | G     | Retin Obasohan            | 1993 | 187 cm | 95 kg  |  |
| 33 | Stati Uniti (bandiera)                       | P     | Parker Jackson-Cartwright | 1995 | 180 cm | 77 kg  |  |
| 35 | Francia (bandiera)                           | AP    | Yves Pons                 | 1999 | 198 cm | 95 kg  |  |
| -  | Francia (bandiera)                           | PG    | Noah Manet                | 2004 | 194 cm |        |  |
| -  | Gambia (bandiera)                            | C     | Babacar Mbye              | 2002 | 210 cm |        |  |
| -  | Francia (bandiera)                           | A     | François Wibaut           | 2005 | 198 cm |        |  |
| -  | Israele (bandiera) · Danimarca (bandiera)    | P     | Noam Yaacov               | 2004 | 185 cm |        |  |

| Allenatore                                                                                                  |
| - T.J. Parker                                                                                               |
| Assistente/i                                                                                                |
| - Morgan Belnou - Bryan George - Pierric Poupet Legenda - (C) Capitano - (IN) Inattivo - Infortunato Roster |

## Mercato

### Sessione estiva
| Acquisti | Acquisti                  | Acquisti            | Acquisti   | Acquisti |
| R.       | Nome                      | da                  | Modalità   |          |
| -------- | ------------------------- | ------------------- | ---------- | -------- |
| P        | Parker Jackson-Cartwright | Telekom Bonn        | svincolato |          |
| PG       | Nando de Colo             | Fenerbahçe          | svincolato |          |
| G        | Jonah Mathews             | Włocławek           | svincolato |          |
| G        | Retin Obasohan            | H. Gerusalemme      | svincolato |          |
| AP       | Anthony Polite            | Fl. State Seminoles | svincolato |          |
| AP       | Yves Pons                 | Memphis Grizzlies   | svincolato |          |
| AG       | Amine Noua                | Andorra             | svincolato |          |
| C        | Joffrey Lauvergne         | Žalgiris Kaunas     | svincolato |          |

| Cessioni | Cessioni             | Cessioni          | Cessioni       | Cessioni |
| R.       | Nome                 | a                 | Modalità       |          |
| -------- | -------------------- | ----------------- | -------------- | -------- |
| P        | Chris Jones          | Valencia          | fine contratto |          |
| P        | Élie Okobo           | Monaco            | fine contratto |          |
| PG       | Matthew Strazel      | Monaco            | rescissione    |          |
| G        | Marcos Knight        | Samara            | fine contratto |          |
| A        | William Howard       | Joventut Badalona | fine contratto |          |
| AG       | Kōstas Antetokounmpo | Chicago Bulls     | fine contratto |          |
| AG       | Raymar Morgan        | Galatasaray       | fine contratto |          |
| AC       | James Gist           | Free agent        | fine contratto |          |
| AC       | Dylan Osetkowski     | Málaga            | rescissione    |          |
| C        | Victor Wembanyama    | Metropolitans 92  | rescissione    |          |

### Dopo l'inizio della stagione
| Acquisti | Acquisti  | Acquisti    | Acquisti        | Acquisti   |
| R.       | Nome      | da          | Data            | Modalità   |
| -------- | --------- | ----------- | --------------- | ---------- |
| C        | Alex Tyus | Free agent  | 27 ottobre 2022 | svincolato |
| P        | Dee Bost  | Galatasaray | 16 gennaio 2023 | svincolato |

| Cessioni | Cessioni                  | Cessioni       | Cessioni        | Cessioni    |
| R.       | Nome                      | a              | Data            | Modalità    |
| -------- | ------------------------- | -------------- | --------------- | ----------- |
| G        | Paul Lacombe              | Strasburgo     | 31 ottobre 2022 | rescissione |
| P        | Parker Jackson-Cartwright | Beşiktaş       | 13 gennaio 2023 | rescissione |
| AP       | Anthony Polite            | Amburgo Towers | 14 gennaio 2023 | rescissione |
| P        | Noam Yaacov               | H. Gerusalemme | 4 gennaio 2023  | prestito    |